# Nicolas Pissis
Nicolas Pissis (griechisch Νικόλας Πίσσης; * 19. Juni 1972) ist ein zypriotischer Badmintonspieler.

## Karriere
Nicolas Pissis gewann in Zypern insgesamt 24 nationale Titel. Auch bei den Cyprus International war er mehrfach erfolgreich. Dort gewann er vier Titel. 1991, 1993 und 1995 nahm er an den Badminton-Weltmeisterschaften teil.

## Sportliche Erfolge
| Saison | Veranstaltung                 | Disziplin    | Platz | Name                                  |
| ------ | ----------------------------- | ------------ | ----- | ------------------------------------- |
| 1988   | Cyprus International          | Herreneinzel | 1     | Nicolas Pissis                        |
| 1990   | Zypern: Einzelmeisterschaften | Herreneinzel | 1     | Nicolas Pissis                        |
| 1991   | Zypern: Einzelmeisterschaften | Herreneinzel | 1     | Nicolas Pissis                        |
| 1992   | Zypern: Einzelmeisterschaften | Herrendoppel | 1     | Nicolas Pissis / Tasos Zevlaris       |
| 1992   | Zypern: Einzelmeisterschaften | Herreneinzel | 1     | Nicolas Pissis                        |
| 1993   | Zypern: Einzelmeisterschaften | Herreneinzel | 1     | Nicolas Pissis                        |
| 1993   | Cyprus International          | Mixed        | 1     | Nicolas Pissis / Diana Knekna         |
| 1993   | Zypern: Einzelmeisterschaften | Mixed        | 1     | Nicolas Pissis / Elena Zevlari        |
| 1993   | Cyprus International          | Herreneinzel | 1     | Nicolas Pissis                        |
| 1994   | Zypern: Einzelmeisterschaften | Herreneinzel | 1     | Nicolas Pissis                        |
| 1994   | Zypern: Einzelmeisterschaften | Mixed        | 1     | Nicolas Pissis / Diana Knekna         |
| 1994   | Zypern: Einzelmeisterschaften | Herrendoppel | 1     | Nicolas Pissis / Tasos Zevlaris       |
| 1995   | Zypern: Einzelmeisterschaften | Mixed        | 1     | Nicolas Pissis / Christina Christofia |
| 1995   | Zypern: Einzelmeisterschaften | Herrendoppel | 1     | Nicolas Pissis / Tasos Zevlaris       |
| 1995   | Zypern: Einzelmeisterschaften | Herreneinzel | 1     | Nicolas Pissis                        |
| 1995   | Cyprus International          | Herrendoppel | 1     | Nicolas Pissis / Antonis C. Lazarou   |
| 1996   | Zypern: Einzelmeisterschaften | Herreneinzel | 1     | Nicolas Pissis                        |
| 1997   | Zypern: Einzelmeisterschaften | Herreneinzel | 1     | Nicolas Pissis                        |
| 1997   | Zypern: Einzelmeisterschaften | Mixed        | 1     | Nicolas Pissis / Evi Kyprianou        |
| 1997   | Zypern: Einzelmeisterschaften | Herrendoppel | 1     | Nicolas Pissis / Tasos Zevlaris       |
| 1998   | Zypern: Einzelmeisterschaften | Herrendoppel | 1     | Nicolas Pissis / Tasos Zevlaris       |
| 1998   | Zypern: Einzelmeisterschaften | Herreneinzel | 1     | Nicolas Pissis                        |
| 1999   | Zypern: Einzelmeisterschaften | Herrendoppel | 1     | Nicolas Pissis / Panayiotis Poupas    |
| 1999   | Zypern: Einzelmeisterschaften | Herreneinzel | 1     | Nicolas Pissis                        |
| 1999   | Zypern: Einzelmeisterschaften | Mixed        | 1     | Nicolas Pissis / Evi Kyprianou        |
| 2000   | Zypern: Einzelmeisterschaften | Herreneinzel | 1     | Nicolas Pissis                        |
| 2000   | Zypern: Einzelmeisterschaften | Mixed        | 1     | Nicolas Pissis / Diana Knekna         |
| 2002   | Zypern: Einzelmeisterschaften | Mixed        | 1     | Nicolas Pissis / Diana Knekna         |